# 大许寨镇
大许寨镇，原为大许寨乡，是中华人民共和国河南省周口市太康县下辖的一个乡镇级行政单位。2018年撤乡设镇。区划代码改为411627113。

## 行政区划
大许寨镇下辖以下地区：
大许寨村、张楼村、罗古洞村、李楼村、盖庄村、赫庄村、马楼村、尤庄村、陈灯村、韩店村、陈楼村、大陈村、洪山庙村、葛花李村、候庄村、王庙村、花元村、胡楼村、四柳树村、何桥村、刘英寺村、贾堂村、洼李村、君赵村、王堂村、元明寺村、赵楼村、刘化王村、台集村、贾千楼村、黄岗村、三冢集村、刘庄村和吴敬西村。